# Cynoglossus senegalensis
Cynoglossus senegalensis is een straalvinnige vissensoort uit de familie van hondstongen (Cynoglossidae). De wetenschappelijke naam van de soort is voor het eerst geldig gepubliceerd in 1858 door Johann Jakob Kaup.
Deze vis wordt soms onder de naam "Atlantische tong" als goedkoop alternatief voor "echte" tong op de markt gebracht.